# Šimkaičiai
Šimkaičiai is een plaats in het Litouwse district Tauragė. De plaats telt 265 inwoners (2001).